# Indkøbscenter
Indkøbscenter (også butikscenter) er betegnelsen for en række butikker og oplevelsesmuligheder samlet under et tag og bygget med det formål at skabe en "alt-på-et-sted"-indkøbsmulighed, hvor dagligvare- og specialbutikker er placeret tæt på hinanden. I Danmark ses udtrykket butikscenter første gang anvendt i Alt for damerne den 17. februar 1953. Indkøbscentre har altid gode parkeringsmuligheder, tilkørselsveje og mere eller mindre overdækkede butiksstrøg, der yder beskyttelse mod vejrets luner. 
En del centre er opbygget efter temaer og har en række underholdningselementer, eksempelvis springvand, biografer, legepladser eller motionscentre, der gør det ekstra attraktivt at lægge sine indkøb netop der.
Mange større centre har ansat private vagtkorps for at modvirke tilstedeværelse af uønskede personer eller grupper. 

## De første indkøbscentre
- Skottegårdens Butikscenter i Kastrup (Tårnby) blev tegnet af Jean Fehmerling i 1955.

## De største indkøbscentre
De største indkøbscentre i Danmark (2010) er:
- Field's i Ørestad målt på omsætning.[2]
- Rosengårdcentret i Odense målt på antal butikker (156).[2]
- Bruuns Galleri i Aarhus målt på antal besøgende (ca. 11 mio.).

Fra 2018 er det største center målt på antal butikker (160) Rødovre Centrum i Rødovre.
Verdens største indkøbscenter var i mange år West Edmonton Mall i Canada, der nu er overgået af flere indkøbscentre i Kina og Dubai. Mall of America i Minneapolis i Minnesota er det største indkøbscenter i USA.